# Genna Sosonko
Gennadi (Gennady) Borisovich Sosonko, más conocido como Genna Sosonko (en ruso: Геннадий Борисович Сосонко; Troitsk, 18 de mayo de 1943) es un jugador y escritor de ajedrez judío nacido en la actual Rusia, entonces parte de la Unión Soviética, que se exilió a Israel y, de allí, a los Países Bajos, donde obtuvo la nacionalidad. Tiene el título de Gran Maestro Internacional desde 1976.

## Trayectoria y resultados destacados en competición
Sosonko se exilió desde la Unión Soviética a los Países Bajos vía Israel en 1972. Se trató de una deserción altamente publicitada, que llevó a la Federación Soviética de Ajedrez a presionar enormemente a la Federación Internacional (FIDE) para declararlo "unperson", una táctica habitual entre las autoridades soviéticas del momento contra los disidentes. Sin embargo, la FIDE otorgó a Sosonko el título de Maestro Internacional (MI) en 1974, el título de Gran Maestro dos años después y el de Entrenador Sénior de la FIDE, el máximo título de entrenador internacional, en 2004.
Al comienzo de su carrera, en 1958, ganó el Campeonato júnior de Leningrado. Una vez exiliado, ganó el Campeonato de los Países Bajos dos veces, en 1973 y 1978 (ex aequo con Jan Timman). Además, del resto de sus resultados en torneos destacan el primer lugar en el torneo Hoogovens en dos ocasiones (1977 y 1981), ganador en Nimega (1978), tercero en Ámsterdam (1980), tercero en Tilburg (1982), cuarto en Haninge 1988 y campeón en la 30.ª edición del Memorial Rubinstein en 1993.
Sosonko ha participado, representando a los Países Bajos, once veces en las Olimpiadas de ajedrez, en los períodos 1974-84 y 1988-96. Ha ganado dos medallas individuales: oro en Haifa (1976) y bronce en Niza (1974); y dos medallas por equipos: plata en Haifa (1976), y bronce en Salónica (1988). El 1989 formó parte (como tercer tablero) del equipo neerlandés que participó en el II Campeonato del mundo por equipos en Lucerna, donde puntuó (+1 -2 =2).

## Escritor de ajedrez
Sosonko ha escrito cuatro libros de ajedrez no técnicos, centrados básicamente en sus experiencias en el mundo del ajedrez en la Unión Soviética, y sus relaciones y recuerdos respecto de una parte de los mejores jugadores soviéticos, y por otra, de aspectos poco conocidos pero interesantes de la historia del ajedrez.
- Sosonko, Genna (2001). Russian Silhouettes (en inglés). New in Chess. ISBN 90-5691-078-7.
- — (2003). The Reliable Past (en inglés). New in Chess. ISBN 90-5691-114-7.
- — (2006). Smart Chip from St. Petersburg: And Other Tales of a Bygone Chess Era (en inglés). New in Chess. ISBN 90-5691-169-4.
- — (2013). The World Champions I Knew (en inglés). New in Chess. ISBN 90-5691-418-9.